# Раймбаут де Вакейрас
Раймбаут де Вакейрас, Раймбаут Вакейрасский (Raimbaut de Vaqueiras; между 1150 и 1165, Вакейрас — ок. 1207) — трубадур из Прованса.

## Жизнь и творчество
Раймбаут де Вакейрас жил при дворе своего друга и покровителя Бонифачо Монферратского. Сначала был жонглёром, в 1194 году посвящён в рыцари. Для его творчества характерны эксперименты в различных жанрах. Перу этого трубадура-новатора принадлежит гарламбей (один из вариантов пародии), эстампида Kalenda Maya, девиналь (песня-загадка в тёмном стиле). Средневековый комментарий к одной из песен Раймбаута сообщает следующую историю: трубадур рассказал о своей любви к Беатрисе, маркизе Монферратской в третьем лице, и та пожелала, чтобы влюблённый открыто признался в своей страсти, обещая тому награду.
Раймбауту Вакейрасскому приписывается авторство 33 песен (к восьми из них сохранились ноты). Одна из них, [Oi] altas undas que venez suz la mar (BdT 392.5a) в переводе А. Г. Наймана песня-романс о возлюбленном, уплывшем за море «Волны высокие, волны кругом», представлена жанром женской любовной песни трубадуров Пиренейского полуострова — кантигой о друге.

## Рецепция
Одно из произведений Раймбаута де Вакейраса положено на музыку Сергеем Слонимским.

## Сочинения

### Тексты и/или переводы песен
- Песни трубадуров / Составление А. Г. Наймана, М.: Наука, 1979, с.с. 142-151

### Ноты
- Эстампида «Kalenda maya» // Музыкально-историческая хрестоматия / Иванов-Борецкий М. В.. — Изд. 2-е, дополн. и перераб. — М.: Музгиз, 1933. — Т. 1. — С. 68. — 128 с.